# Coca-Antimirești
Coca-Antimirești – wieś w Rumunii, w okręgu Buzău, w gminie Vintilă Vodă. W 2011 roku liczyła 203 mieszkańców.